# Sociedade anónima

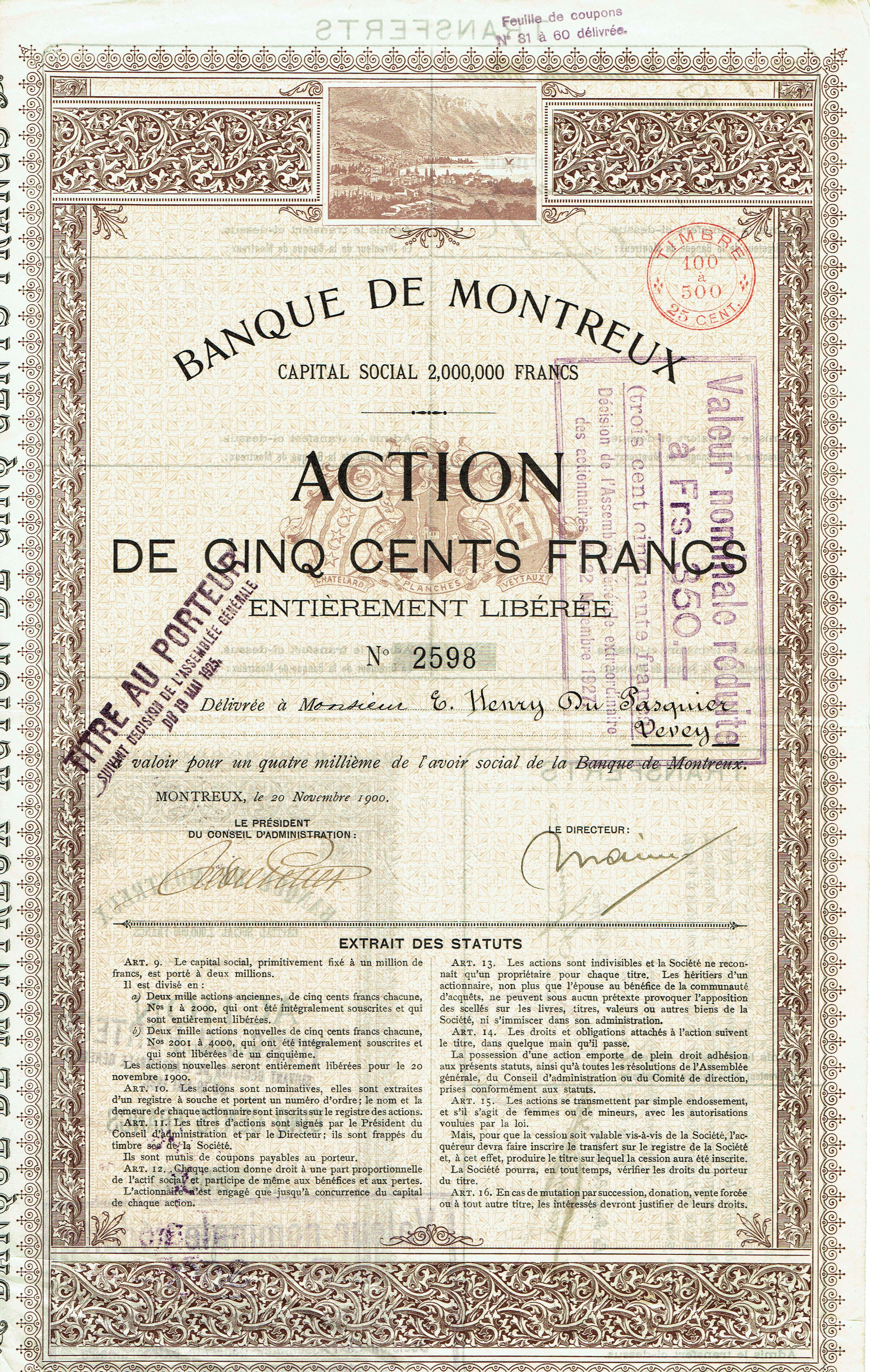
Ações do Banque de Montreux, emitidas em 20 de novembro de 1900. Sociedades anônimas eram comuns na Suíça nessa época

Sociedade anónima  (português europeu) ou sociedade anônima  (português brasileiro) (normalmente abreviado por S.A., SA ou S/A) é a forma jurídica de constituição de empresas na qual o capital social não se encontra atribuído a um nome em específico, mas está dividido em ações que podem ser transacionadas livremente, sem necessidade de escritura pública ou outro ato notarial. Por ser uma sociedade de capital, prevê a obtenção de lucros a serem distribuídos aos acionistas.

## Natureza da sociedade anônima
Há duas espécies de sociedades anônimas:
- A companhia aberta (ou pública) (também chamada de empresa de capital aberto), que capta recursos junto ao público e é fiscalizada, em Portugal, pela CMVM (Comissão do Mercado de Valores Mobiliários) e, no Brasil, pela CVM (Comissão de Valores Mobiliários)
- A companhia fechada (ou privada, também chamada de empresa de capital fechado), que obtém seus recursos dos próprios acionistas.[2]

Em contrapartida, numa sociedade limitada existe uma escritura pública (no Brasil, contrato social), que define a quem pertence o capital da empresa.
As ações podem ser classificadas em:
- Quanto à natureza dos direitos atribuídos ao seu titular:[2]
  - Ações ordinárias;
  - Ações preferenciais; ações de gozo ou fruição.
- Quanto à forma de circulação:
  - Ação nominativa: é uma ação cujo certificado é nominal ao seu proprietário. O certificado, entretanto, não caracteriza a posse, que só é definida depois do lançamento no livro de Registro das Ações Nominativas da empresa emitente.
  - Ação escritural: É uma ação que circula nos mercados de capitais sem a emissão de certificados ou cautelas. São escrituradas por um banco que atua como depositário das ações da empresa e que processa os pagamentos e transferências por meio da emissão de extratos bancários. Não existe, portanto, movimentação física de ações.

## Em Portugal
O capital das S.A. é dividido em acções e cada sócio limita a sua responsabilidade ao valor das acções que subscreveu (art.º 271º)
– A sociedade não pode ser constituída por um número de sócios inferior a cinco, salvo quando a lei o dispense (art.º 273º)
– A firma da sociedade concluirá sempre com a expressão "Sociedade Anónima" ou pela abreviatura "S.A." (nº1 do art.º 275º)
– O capital social e as acções devem ser expressos num valor nominal.(nº1 do art.º 276º)
- O mínimo de capital a depositar é de 50.000,00€.[carece de fontes?]

## No Brasil
A companhia ou sociedade anônima terá o capital dividido em ações, e a responsabilidade dos sócios ou acionistas será limitada ao preço de emissão das ações subscritas ou adquiridas.